# لوسي هاميلتون هووبر
لوسي هاميلتون هووبر (بالإنجليزية: Lucy Hamilton Hooper)‏ هي كاتبة مسرحية وكاتِبة وصحفية ومؤلفة وشاعرة أمريكية، ولدت في 1835 في مقاطعة فيلادلفيا في الولايات المتحدة، وتوفيت في 31 أغسطس 1893 في باريس في فرنسا.